# Llengües zhuang
Les llengües zhuang (idiomes nadius del grup zhuang) són llengües de la família de tai-kadai parlades a la Xina per 16 milions de persones. Com altres parles de la zona, són idiomes tonals amb predomini de mots monosíl·labs. S'escriuen o amb una ortografia emprant l'alfabet romà o amb un sistema propi anomenat sawndip, un sistema d'escriptura basada en l'escriptura xinesa. L'ordre canònic de la frase és subjecte-verb-objecte.
La majoria de parlants de zhuang viuen en la regió autònoma xinesa de Guangxi, on és una llengua oficial; d'altres viuen en les províncies de Guizhou, on la llengua zhuang "bouyei" ha estat estandarditzat, i Yunnan, amb més d'un milió de parlants.
El zhuang presenta nombroses varietats dialectals, la de més prestigi és l'anomenada wuming, en què s'escriu majoritàriament la literatura i predomina al nord de la regió de Guangxi. Les varietats del sud tenen fortes influències de les llengües tai del Vietnam. Les llengües zhuang no representen una branca separada de les llengües tai-kadai sinó diverses llengües tai parlades per poblacions minories dins de la Xina.